# Alfaprodina
No confundir esta sustancia con la Alfameprodina (α-3-etil-1-metil-4-fenil-4-propionoxipiperidina).
La alfaprodina es un opiáceo sintético, analgésico y narcótico disponible desde la década de 1940. La alfaprodina es el isómero alfa de la prodina, siendo el otro la betaprodina. La alfaprodina es menos potente que la betaprodina y se metaboliza más lento que ésta. De los dos isómeros, sólo la alfaprodina fue desarrollada para uso medicinal. Posee una actividad similar a la petidina (meperidina), pero con un inicio de acción más rápido y una duración más corta.

## Usos
En adultos, la alfaprodina se usa como un analgésico en obstetricia, en exámenes y procedimientos urológicos y como medicación preoperatoria en cirugía mayor y menor. En los niños, se utiliza sólo para la analgesia durante los procedimientos dentales.

## Uso en embarazo
La alfaprodina atraviesa la placenta fácilmente y puede dar lugar a depresión respiratoria neonatal. Este agente ya no se utiliza comúnmente durante el embarazo debido a que se cree que la alfaprodina afecta el centro fetal cardiorregulatorio de tal manera que causa un patrón de frecuencia cardíaca fetal sinusoidal (SFHRP por sus siglas en inglés) pero parece no causar incremento en la morbilidad o la mortalidad perinatal cuando se administra en dosis no tóxicas.

## Efectos sobre la reproducción humana
No hay disponibles estudios a gran escala sobre el empleo del fármaco sobre la reproducción humana.

## Información adicional
El alfaprodina y la betaprodina (CAS 468-50-8) tienen la misma fórmula molecular, pero son diferentes drogas aún y cuando existen páginas que las toman como sustancias iguales.